# Eugene Wilde
Ronald Eugene Broomfield (North Miami Beach, Flórida, 6 de dezembro de 1961) conhecido profissionalmente como Eugene Wilde, é um cantor e compositor estaudunidense. Em 1984, lançou seu primeiro álbum de estreia autointitulado e conquistou seu primeiro número 1 na parada de singles R&B dos Estados Unidos com "Gotta Get You Home Tonight". No ano seguinte, conquistou outro single número um na mesma parada, através de "Don't Say No Tonight". 
Nas décadas seguintes, Wilde passou a dedicar-se a composição de canções para outros artistas.

## Carreira
Broomfield nasceu na cidade de North Miami Beach, Flórida, Estados Unidos, e cresceu na cidade de Miami. Broomfield cresceu como parte de um grupo familiar, o La Voyage, que tocava em clubes locais. Na década de 1970, o grupo mudou seu nome para Tight Connection e mais tarde ficou conhecido como Simplicious. Broomfield também gravou um álbum com a gravadora Curtom Records em 1979 como membro do grupo de disco-funk Today, Tomorrow, Forever. Ao saber que o nome do meio de Broomfield era Eugene, seu gerente insistiu que ele seguisse esse nome profissionalmente; o sobrenome foi inspirado por Broomfield vendo um anúncio de um clube de Nova York chamado Wildflower's.
Em 1984, Eugene Wilde entrou para o Philly World Records e escreveu e gravou seu primeiro êxito comercial, "Gotta Get You Home Tonight". O single atingiu o primeiro lugar na parada Billboard R&B/Hip-Hop Songs dos Estados Unidos e também alcançou o 18º lugar na parada UK Singles Chart do Reino Unido. No mesmo ano, "Personality" chegou ao 34º lugar no Reino Unido. Depois de alguns lançamentos menos bem-sucedidos, ele alcançou o primeiro lugar no ano seguinte com "Don't Say No Tonight" nos Estados Unidos. Ainda em 1985, Wilde apareceu como ele mesmo no filme Rappin' com Joanna Gardner, onde eles apresentaram a canção "First Love Never Dies", um dueto que também serviu como trilha sonora do filme. 
Wilde também teve alguns êxitos menores na música, incluindo o single "Diana" (1986), que alcançou o top 10 nos Estados Unidos. Os lançamentos subsequentes pelo selo da MCA, tanto solo como em grupo com Cabo Frio, ("I'll Get Back To You," 1987), não obtiveram o mesmo êxito. Em 1987, ele gravou um dueto com Sheena Easton, "What If We Fall in Love", que figurou no álbum de Easton, chamado de No Sound But a Heart. Mais tarde, ele abriu a gravadora independente Wilde City Records, na Flórida. 
A partir dos anos 90, Wilde encontrou destaque através dos bastidores da industria musical, atuando como compositor. Seu primeiro grande sucesso se deu com a composição de "I'll Never Break Your Heart" juntamente com Albert Manno para o grupo Backstreet Boys, que serviu como o segundo single de seu álbum de estreia autointitulado de 1996. Em 2000, com uma parceria com Jason Blume, co-escreveu a canção "Dear Diary", presente em Oops!... I Did It Again, segundo álbum da cantora Britney Spears. Em 2001, co-escreveu a canção "I Wish", juntamente com Peter Biker, Kenneth Karlin e Carsten Schack (estes dois últimos, mais conhecidos profissionalmente como Soulshock & Karlin), que fez parte do álbum de estreia autointitulado da cantora Victoria Beckham, lançado em 2001. A canção havia sido planejada para tornar-se o terceiro single do álbum, no entanto, o lançamento foi cancelado. Mais tarde, ela foi executada no filme Bend It Like Beckham (2002) , cujo título faz referência ao marido de Victoria, David Beckham. 
Em 2010, a dupla dinamarquesa de produção, Rob Hardt e Frank Ryle, conhecida como Cool Million, lançou a faixa-título "Back for More", retirado do álbum de mesmo nome da dupla, que contém a participação de Wilde tanto nos vocais principais como em sua composição, que contém o adicional de Frank Ryle e Rob Hardt. Outra faixa do mesmo álbum, "Loose",  contém a participação dos vocais de Wilde com sua irmã Dee Dee Wilde e também é co-composta por ambos juntamente com Frank Ryle e Rob Hardt. 
Em 2018, Wilde lançou uma nova gravadora, a 50ish Music Group.

## Discografia

### Álbuns de estúdio
- Eugene Wilde (1984)
- Serenade (1985)
- I Choose You (Tonight) (1989)
- How About Tonight (1992)
- Get Comfortable (2011)

### Singles
| Ano  | Título                        | EUA R&B/Hiphop | EUA Hot 100 | RU Singles Chart |
| ---- | ----------------------------- | -------------- | ----------- | ---------------- |
| 1984 | "Gotta Get You Home Tonight"  | 1              | 83          | 18               |
| 1984 | "Rainbow"                     | 22             | ―           | ―                |
| 1984 | "Personality"                 | ―              | ―           | 34               |
| 1984 | "Chey Chey Kulé"              | 69             | ―           | 83               |
| 1985 | "Don't Say No Tonight"        | 1              | 76          | 80               |
| 1985 | "Diana"                       | 10             | ―           | ―                |
| 1986 | "30 Mins. To Talk"            | 79             | ―           | ―                |
| 1989 | "Ain't Nobody's Business"     | 50             | ―           | ―                |
| 1989 | "I Can't Stop (This Feeling)" | 35             | ―           | ―                |
| 1989 | "I Choose You (Tonight)"      | 56             | ―           | ―                |
| 1992 | "How About Tonight"           | 17             | ―           | ―                |

### Coletâneas
- The Best Of Eugene Wilde - Got To Get You Home Tonight (1996)
- Eugene Wilde - The Greatest Hits (2004)